# 베트남왕지네
베트남왕지네(Scolopendra subspinipes)는 왕지네목에 속하는 순각류 종의 하나이다. 동남아시아에 널리 분포한다. 아시아에 서식하는 가장 큰 지네로 길이가 최대 30cm에 이른다. 현재 8종의 아종이 인정되고 있다. 활동적이고, 공격적이며, 포획 가능한 거의 모든 먹이를 잡아 먹는다.

## 서식지
일반명의 "베트남"이라는 말에도 불구하고, 베트남은 이 종의 유일한 서식지가 아니다. 사실, 이 종은 세계 여러 곳의 열대 및 아열대 지역에서 발견되지만, 주로 동남아시아 숲에서 흔하게 살고 있다. 일부 아종은 일본, 한국에서도 볼 수 있다. 또한 하와이에 서식하는 3종의 지네 중 하나이다.

## 아종
- Scolopendra subspinipes cingulatoides Attems, 1938
- Scolopendra subspinipes fulgurans Muralevicz, 1913
- Scolopendra subspinipes gastroforeata L. Koch, 1878
- Scolopendra subspinipes piceoflava Attems, 1934
- 베트남왕지네 (Scolopendra subspinipes subspinipes) Leach, 1815
- 말레이시아붉은왕지네 (Scolopendra subspinipes dehaani) Brandt, 1840
- 왕지네 (Scolopendra subspinipes mutilans) L. Koch, 1878
- 일본왕지네 (Scolopendra subspinipes japonica) L. Koch, 1878